# Cristina Parodi
Cristina Parodi (née à Alessandria le 3 novembre 1964) est une journaliste et animatrice de télévision italienne.

## Biographie
Cristina Parodi fait ses débuts dans les années 1980 sur les petites chaînes de télévision TelePiccolo et Telereporter  et ensuite sur Odeon TV, animant des émissions sportives comme Caccia al 13 et Forza Italia . 
En 1990, elle rejoint Fininvest en tant que rédactrice en chef de l'actualité sportive, présente Calciomania avec Maurizio Mosca et est correspondante à Pressing . À partir de 1991, au début de la guerre du Golfe, elle présente sur Canale 5 News, le premier programme d'information de Canale 5. À partir de janvier 1992, elle devient, l'une des présentatrices vedette  de TG5.
En septembre 1996, elle quitte TG5 et  présente Verissimo, une émission quotidienne de l'après-midi diffusée par Canale 5 qui traite de potins et de criminalité. Le programme est promu aux heures de grande écoute avec une émission intitulée Le storie di Verissimo . Elle  présente ce programme jusqu'en juin 2005.  En 2000 elle anime l'émission de divertissement Strano ma vero, avec Gene Gnocchi, et à l'été 2003, l'émission de téléréalité The Bachelor - L'uomo dei sogni . Elle a également présenté des  éditions de Natale in Vaticano .
À partir de septembre 2005, elle  présente l'édition principale de TG5, diffusée à 20 heures, et quitte l'animation de Verissimo .
La dernière animation de Cristina estl'édition 2017/2018 de Domenica In, qui n'a pas bien marché en termes d'audience.
Elle est la sœur d'une autre journaliste italienne, Benedetta Parodi (it) et une cousine éloignée de l'actrice  Alba Parietti.